# 雪點擬鱸
雪點擬鱸，為輻鰭魚綱鱸形目鱷鱚亞目虎鱚科的其中一種。

## 分布
本魚分布於西太平洋區，包括中國南海、泰國、印尼、馬來西亞、新加坡等海域。

## 特徵
本魚體近圓柱形，體上半部深褐色，下半部白色，從頭部至尾部有數個褐色菱形斑塊，背鰭基底及身體斑塊間有淡色斑塊，並相連接，尾鰭圓形且具有不規則深色斑點，背鰭硬棘4枚；背鰭軟條20至21枚；臀鰭硬棘1枚；臀鰭軟條16至17枚，體長可達18公分。

## 生態
本魚棲息於鄰海礁石或碎石區，屬於底棲性肉食魚類，以小型無脊椎動物和小魚為食。

## 經濟利用
可食用，但多以下雜魚處理。

## 外部連結
- Froese, R. & Pauly, D. (eds.) (2011). Parapercis millepunctata. FishBase. Version 2011-12.